# Alma Lawton
Alma Lawton (* 17. August 1896 in Woolwich; † 24. Februar 1982 in London) war eine britische Schauspielerin.

## Leben
Alma Lawton galt als eine der besten britischen Filmschauspielerinnen der damaligen Zeit und war in diversen Filmen zu sehen. Am bekanntesten wurde sie durch die Filme Lights Out (1946), Mary Poppins (1964) und One Step Beyond (1959). Zuletzt trat sie 1973 als Schauspielerin in Erscheinung. Ihr Schaffen umfasst 17 Film- und Fernsehproduktionen.

## Filmografie (Auswahl)

### Filme
- 1946: Lights Out
- 1951: The Fonceville Curse
- 1952: My cousin Rachel
- 1952: Lady Possessed
- 1959: One Step Beyond
- 1964: Marry Poppins

### Serien
- 1957: Sergeant Preston
- 1972–1979: Notruf California